# 靳云鹏旧宅
靳云鹏旧宅是雲南陆军第十九镇總參議、陆军第五師師長、山東都督、北洋政府钱能训内阁陸軍總長、原中华民国政府总理靳云鹏在天津的旧居，始建于1929年，该建筑坐落于当时的天津英租界内比尔道（Napier Road）（今和平区四川路2号），目前为一般保护等级历史风貌建筑。

## 历史
靳云鹏旧宅的地界为靳云鹏于1929年6月以“延福堂”名义购自天津英租界工部局，后自建一所庭院式洋楼。中华人民共和国成立后，1951年，靳云鹏旧宅主楼的三楼屋顶平台改建为大会议室。1976年，唐山大地震前，天津市文化局在前院临四川路一侧新建1幢混合结构3层楼房。1980年，天津市文化局又将前院南侧带地下室的平房改建为车房。现为天津市文物公司使用。

## 建筑
靳云鹏旧宅建筑面积为4129.10平方米，现有102间楼房，主建筑为前后两幢，前楼为砖木结构三层带地下室，建筑正面设有大台阶，一楼、二楼有通长的前廊，前楼一楼和二楼前廊上下拱口有衬托八根水泥柱，建筑三楼设有屋顶平台，建筑的顶棚装饰有花纹线条，靳云鹏住在前楼的一楼，另外，一层还设有佛堂。建筑内部装饰有护墙板、三槽窗、木地板和木楼梯等设备。后楼为砖木结构二层前廊式条式楼房，二楼两端均有过桥厦子与前楼相通。该旧居前院设有传达室和休息室，左右两侧各设有一排均有高台阶与主楼高台阶相衬带地下室的平房，其中，南侧为账房，北侧为客房。靳云鹏旧宅原有共有53间房，其中，分别为：29间楼房、7间地下室和17间平房。